# Bettendorf (Verenigde Staten)
Bettendorf is een plaats (city) in de Amerikaanse staat Iowa, en valt bestuurlijk gezien onder Scott County.

## Demografie
Bij de volkstelling in 2000 werd het aantal inwoners vastgesteld op 31.275.
In 2006 is het aantal inwoners door het United States Census Bureau geschat op 32.394, een stijging van 1119 (3,6%).

## Geografie
Volgens het United States Census Bureau beslaat de plaats een oppervlakte van
57,9 km², waarvan 55,0 km² land en 2,9 km² water.

## Plaatsen in de nabije omgeving
De onderstaande figuur toont nabijgelegen plaatsen in een straal van 8 km rond Bettendorf.